# Sun Valley (Idaho)
Pour les articles homonymes, voir Sun Valley et Valley.
Sun Valley est une ville américaine du comté de Blaine dans l’État de l’Idaho. Située à un peu plus de 200 km de Boise, dans une ancienne vallée minière débouchant sur la vallée de la Snake, cette station de sports d'hiver est réputée pour ses pistes de ski alpin qu'Émile Allais aida à créer.

## Histoire

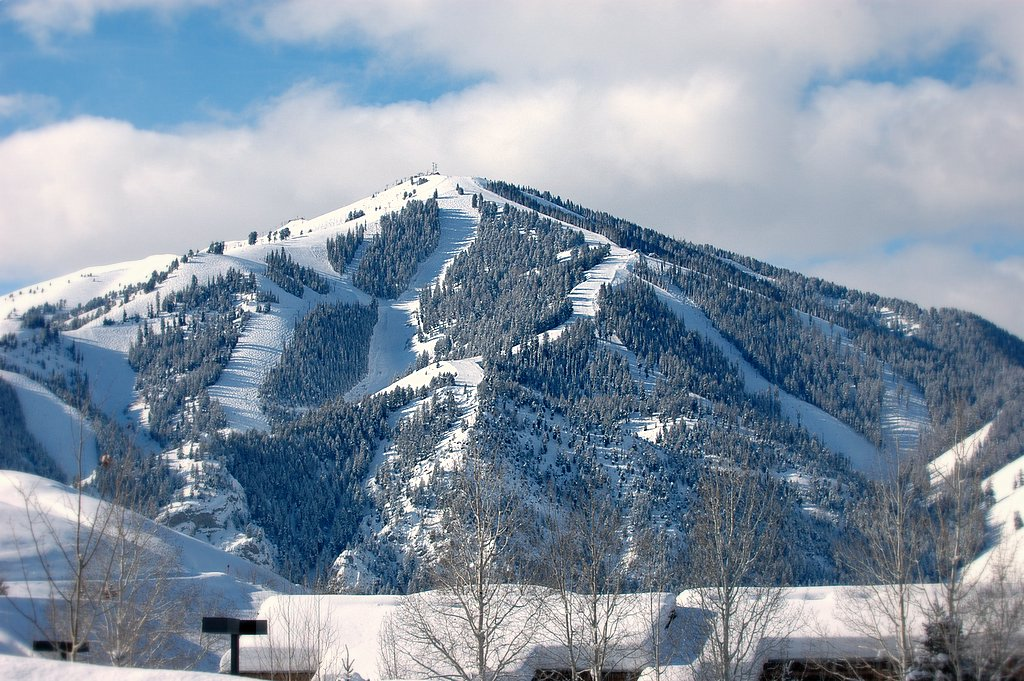
Bald Moutain.

À la suite des Jeux olympiques d'hiver de 1932 de Lake Placid (État de New York), Averell Harriman, président des chemins fers du pacifique, souhaite créer une véritable station de sports d'hiver aux États-Unis. D'après les recherches effectuées par le comte autrichien Felix Schaffgtosch, Harriman sélectionne ce site à proximité de Ketchum pour implanter un nouveau lieu de villégiature pour Américains fortunés,. Il désire alors principalement augmenter le nombre de passagers dans ses trains vers l'ouest. La Pacific Union embauche le publicitaire Steve Hannigan pour promouvoir la station, et lui trouver son nom, « Sun Valley ».
La station ouvre en décembre 1936, avec son premier hôtel : le Sun Valley Lodge. Un second hôtel, le Challenger Inn, ouvre dès l'année suivante. Pour accéder aux pistes sur les monts Dollar et Proctor, les premiers remonte-pentes de l'histoire sont installés à Sun Valley,,. En 1939, la station de sports d'hiver s'étend à la Bold Moutain. Elle devient vite renommée et attire stars de cinéma, écrivains et personnalités politiques de premier plan.
Durant la Seconde Guerre mondiale, la station fut transformée en hôpital pour la marine[réf. nécessaire]. Après la guerre, des résidents permanents commencent à s'installer à Sun Valley, qui devient une ville à part entière le 14 avril 1947.
En 1964, la Pacific Union vend Sun Valley à la Janss Investment Corporation, qui développe la station. En 1977, Robert Holding (en) la rachète pour 12 millions de dollars.
En mars 1975 et 1977, Sun Valley fut l'hôte de la coupe du monde de ski alpin.

## Géographie
La municipalité s'étend sur 9,90 milles carrés (25,64 km2), dont 9,88 milles carrés (25,59 km2) de terres.

## Démographie
Selon le Bureau du recensement des États-Unis, la ville de Sun Valley compte 1 406 habitants en 2010.

## Politique et administration
Le conseil municipal de la ville, qui dispose du pouvoir législatif local, est composé de quatre membres. Un maire est directement élu par les électeurs de la ville tous les quatre ans.